# 日常生活活動
日常生活活動（英語：Activities of daily living）是醫療照護的用語，指人们的日常自我护理活动。一般用于年長者、失能者的照顧上。
日常生活活動是指在日常生活普遍會進行的活動，包含表現自我照顧（例如自己進食、沐浴、更衣、整理儀容）、工作、家庭雜務及休閒娛樂的任何日常活動。許多全國性的調查收集了美國人口日常生活動狀態的數據。
通常以是否能表現日常生活活動，來測量個人的功能狀態。此測量常用於年長者的評估、精神病患、慢性病患者及其他，以評估何種健康照顧可以符合個人所需。 評估工具有數種，例如Katz ADL scale和Lawton IADL scale。

## 基本日常生活活動
基本日常生活活動包含這些自我照顧任務。
- 個人衛生
- 穿脫衣物
- 進食
- 可在床和椅子之間移動身軀
- 自主控制大小便
- 四處移動 (相對於長期臥床而言)

## 工具性日常生活活動
工具性日常生活活動(Instrumental activities of daily living，簡稱IADLs) 不是基本功能所必需，但可使個體在社區中獨立生活︰
- 進行輕度家務
- 準備餐點
- 服藥
- 購買雜貨或衣物
- 使用電話
- 管理金錢
- 使用科技產品 (年長世代可能因在人生中沒有接觸某些科技產品，因此不熟悉相關技術。)

職能治療師在進行個案整體評估是亦使用工具性日常生活活動。工具性日常生活活動包含11個領域，一般而言是選擇性的，可委託給他人。:
- 照顧他人 (包含選擇及監督照護者)
- 照顧寵物
- 撫養孩童
- 使用通訊設備
- 社區移動性
- 財務管理
- 健康維持管理
- 準備餐點及收拾
- 安全守則和處理緊急情況
- 購物